# Clarkson (Südafrika)
Clarkson ist eine Stadt in der Gemeinde Kou-Kamma in der Provinz Ostkap in Südafrika. 2011 lebten hier 1824 Einwohner. Sie liegt 60 Kilometer westlich von Humansdorp.

## Geschichte
1839 wurde hier eine Missionsstation der Herrnhuter Brüdergemeine (Moravian Church) gegründet. Der Ort wurde nach Thomas Clarkson, einem englischen Kämpfer gegen die Sklaverei benannt. Dieser spendete 200 Pfund für die Gründung. Clarkson wurde ein Freiort für ehemalige Sklaven.  1864 wurde eine Schule gebaut. 1875 lebten hier 340 Einwohner.
Während der beiden Weltkriege wurden die deutschen Bewohner interniert. 1970 gab die Herrnhuter Brüdergemeine die Leitung des Ortes auf, 1996 ging er in die Verwaltung der kommunalen Gemeinde über.
In der Gegenwart leben vor allem Schwarze und Farbige im Ort. Die Arbeitslosigkeit  ist hoch.